# Железничарско първенство по футбол 1946
Турнирът е част от Железничарски физкултурни състезания, организирани от Съюза на железничарите и моряците в България /СЖМБ/, включващи още турнири по баскетбол (мъже и жени), волейбол (мъже и жени), хазена (хандбал за жени) и шахмат.
Финалната среща е проведена на 3 ноември 1943 г. на стадион "Юнак" в София и с нея са закрити Железничарскиите физкултурни състезания. Мачът между Локомотив (София) и Локомотив (Горна Оряховица) обаче завършва наравно 1:1 и се налага преиграване в Горна Оряховица. То е проведено на 17 ноември на терна в Калтинец, където гостите от София се налагат с 2:0, след като до 86-ата минута резултатът е 0:0.

## Участници
Право на участие в турнира имат всички желаещи железничарски физкултурни дружества в България. В турнира участва рекорден брой от 18 дружества:
- Локомотив (София)
- Локомотив (Пловдив)
- Локомотив (Русе)
- Локомотив (Варна)
- Локомотив (Бургас)
- Локомотив (Стара Загора)
- Локомотив (Плевен)
- Локомотив (Горна Оряховица)
- Локомотив (Дряново)
- Локомотив (Перник)
- Локомотив (Дупница)
- Локомотив (Нова Загора)
- Локомотив (Мездра)
- Локомотив (Враца)
- Локомотив (Шумен)
- Локомотив (Ямбол)
- Локомотив (Сливен)
- Локомотив (Свищов)

## 1 кръг
19 юли 1946 г., петък:
| Локомотив (Русе) | Локомотив (Дряново) | 8:0 |

21 юли 1946 г., неделя:
| Локомотив (Бургас)       | Локомотив (Ямбол)       | 1:0 |
| Локомотив (Дупница)      | Локомотив (Перник)      | 6:4 |
| Локомотив (Стара Загора) | Локомотив (Нова Загора) | 4:2 |
| Локомотив (Плевен)       | Локомотив (Мездра)      | 7:0 |

11 август 1946 г., неделя:
| Локомотив (Горна Оряховица) | Локомотив (Варна) | 1:0 |

Локомотив (Пловдив) и Локомотив (София) почиват в първи кръг и се класират направо за втори кръг.

## 2 кръг
25 август 1946 г., неделя:
| Локомотив (Стара Загора) | Локомотив (Бургас)  | ?:? |
| Локомотив (Плевен)       | Локомотив (Дупница) | ?:? |

28 август 1946 г., сряда:
| Локомотив (Русе) | Локомотив (Горна Оряховица) | 1:3 |

28 август 1946 г., сряда:
| Локомотив (Пловдив) | Локомотив (София) | 1:2 |

## 3 кръг – 1/2 финали
29 септември 1946 г., неделя:
| Локомотив (Стара Загора) | Локомотив (Горна Оряховица) | 2:2, след прод. 2:4 |

20 октомври 1946 г., неделя:
| Локомотив (Плевен) | Локомотив (София) | 2:3 |

## Финал[1][2]
| 3 ноември 1946 г., неделя, 15:00 часа, стадион "Юнак", София: |                |                             |
| Локомотив (София)                                             | 1:1 след прод. | Локомотив (Горна Оряховица) |

Голмайстори: 0:1 Атанас Конаров, 1:1 Петър Аргиров.
Съдия: Георги Коков (Пловдив).
| ПРЕИГРАВАНЕ: 17 ноември 1946 г., неделя, 15:00 часа, стадион в село Калтинец: |     |                   |
| Локомотив (Горна Оряховица)                                                   | 0:2 | Локомотив (София) |

Голмайстори: 0:1 Георгиев (86'), 0:2 Асен Милушев (88').
Съдия: Никола Стоянов (Дряново).
Локомотив (Горна Оряховица): Богданов, Русев, Михайлов, Георгиев, Димитров, Горбанов, Маринов, Пипев, Конаров, Николов
Локомотив (София): Костов, Орманджиев, Недялков, Ангелов, Петков, Христов, Георгиев, Милушев, Милев, Хранов, Аргиров.